# Атланта
Атланта (енгл. Atlanta) главни је град америчке савезне државе Џорџија. По попису становништва из 2020. било је 498.715 становника.
Југоисточна држава, северно од Флориде, јужно од Северне Каролине, Јужне Каролине и Тенесија, источно од Алабаме. Са своје источне стране излази на Атлантски океан.
Атланта је засигурно узор светским градовима који се сусрећу са веома брзим ширењем, растом популације и комерцијалним развојем. Њен развој започео је почетком 19. века, али је већим делом уништена током Грађанског рата. Ипак град је обновљен и убрзо је постао главни град Џорџије. У 20. веку Атланта је била седиште Америчког покрета за грађанска права.
Један од надимака града је и „Град феникса“, а повезан је са његовим брзим опоравком после рата.
У Атланти су 1996. године одржане Олимпијске игре. Атланта је седиште више од 50 највећих светских компанија, укључујући Кока-колу, Си-ен-ен и авио-компанију Делта.

## Географија
Атланта обухвата површину од 347,1 km2 (134,0 sq mi), од чега је 344,9 km2 (133,2 sq mi) копно, а 2,2 km2 (0,85 sq mi) је вода. Град се налази у подножју Апалача. Са 320 m (1.050 ft) изнад површине мора, Атланта се налази на највећој висини међу важнијим градовима источно од Мисисипија.

### Клима
| Клима Атланте (Хартсфилд–Џексон међународни аеродром), 1981–2010 нормале, | Клима Атланте (Хартсфилд–Џексон међународни аеродром), 1981–2010 нормале, | Клима Атланте (Хартсфилд–Џексон међународни аеродром), 1981–2010 нормале, | Клима Атланте (Хартсфилд–Џексон међународни аеродром), 1981–2010 нормале, | Клима Атланте (Хартсфилд–Џексон међународни аеродром), 1981–2010 нормале, | Клима Атланте (Хартсфилд–Џексон међународни аеродром), 1981–2010 нормале, | Клима Атланте (Хартсфилд–Џексон међународни аеродром), 1981–2010 нормале, | Клима Атланте (Хартсфилд–Џексон међународни аеродром), 1981–2010 нормале, | Клима Атланте (Хартсфилд–Џексон међународни аеродром), 1981–2010 нормале, | Клима Атланте (Хартсфилд–Џексон међународни аеродром), 1981–2010 нормале, | Клима Атланте (Хартсфилд–Џексон међународни аеродром), 1981–2010 нормале, | Клима Атланте (Хартсфилд–Џексон међународни аеродром), 1981–2010 нормале, | Клима Атланте (Хартсфилд–Џексон међународни аеродром), 1981–2010 нормале, | Клима Атланте (Хартсфилд–Џексон међународни аеродром), 1981–2010 нормале, |
| Показатељ \ Месец                                                         | .Јан.                                                                     | .Феб.                                                                     | .Мар.                                                                     | .Апр.                                                                     | .Мај.                                                                     | .Јун.                                                                     | .Јул.                                                                     | .Авг.                                                                     | .Сеп.                                                                     | .Окт.                                                                     | .Нов.                                                                     | .Дец.                                                                     | .Год.                                                                     |
| ------------------------------------------------------------------------- | ------------------------------------------------------------------------- | ------------------------------------------------------------------------- | ------------------------------------------------------------------------- | ------------------------------------------------------------------------- | ------------------------------------------------------------------------- | ------------------------------------------------------------------------- | ------------------------------------------------------------------------- | ------------------------------------------------------------------------- | ------------------------------------------------------------------------- | ------------------------------------------------------------------------- | ------------------------------------------------------------------------- | ------------------------------------------------------------------------- | ------------------------------------------------------------------------- |
| Апсолутни максимум, °C (°F)                                               | 26 (79)                                                                   | 27 (80)                                                                   | 32 (89)                                                                   | 34 (93)                                                                   | 36 (97)                                                                   | 41 (106)                                                                  | 41 (105)                                                                  | 40 (104)                                                                  | 39 (102)                                                                  | 37 (98)                                                                   | 29 (84)                                                                   | 26 (79)                                                                   | 41 (106)                                                                  |
| Средњи максимум, °C (°F)                                                  | 20,9 (69,6)                                                               | 22,9 (73,2)                                                               | 27,1 (80,8)                                                               | 29,4 (85,0)                                                               | 31,8 (89,3)                                                               | 34,8 (94,6)                                                               | 35,7 (96,3)                                                               | 35,2 (95,4)                                                               | 33 (91,4)                                                                 | 29,1 (84,4)                                                               | 25,3 (77,5)                                                               | 21,6 (70,8)                                                               | 36,4 (97,6)                                                               |
| Максимум, °C (°F)                                                         | 11,3 (52,3)                                                               | 13,7 (56,6)                                                               | 18,1 (64,6)                                                               | 22,5 (72,5)                                                               | 26,6 (79,9)                                                               | 30,2 (86,4)                                                               | 31,7 (89,1)                                                               | 31,2 (88,1)                                                               | 27,9 (82,2)                                                               | 22,6 (72,7)                                                               | 17,6 (63,6)                                                               | 12,2 (54,0)                                                               | 22,2 (71,9)                                                               |
| Минимум, °C (°F)                                                          | 1,3 (34,3)                                                                | 3,2 (37,7)                                                                | 6,7 (44,1)                                                                | 10,8 (51,5)                                                               | 15,7 (60,3)                                                               | 20,1 (68,2)                                                               | 21,8 (71,3)                                                               | 21,5 (70,7)                                                               | 18,2 (64,8)                                                               | 12,2 (54,0)                                                               | 6,9 (44,5)                                                                | 2,5 (36,5)                                                                | 11,8 (53,2)                                                               |
| Средњи минимум, °C (°F)                                                   | −9,1 (15,7)                                                               | −6,2 (20,9)                                                               | −2,6 (27,4)                                                               | 1,8 (35,2)                                                                | 8,7 (47,6)                                                                | 14,7 (58,5)                                                               | 18,4 (65,1)                                                               | 17,6 (63,7)                                                               | 10,8 (51,4)                                                               | 3,6 (38,5)                                                                | −1,4 (29,5)                                                               | −6,7 (20,0)                                                               | −11,1 (12,1)                                                              |
| Апсолутни минимум, °C (°F)                                                | −22 (−8)                                                                  | −23 (−9)                                                                  | −12 (10)                                                                  | −4 (25)                                                                   | 3 (37)                                                                    | 4 (39)                                                                    | 12 (53)                                                                   | 13 (55)                                                                   | 2 (36)                                                                    | −2 (28)                                                                   | −16 (3)                                                                   | −18 (0)                                                                   | −23 (−9)                                                                  |
| Количина падавинаmm (in)                                                  | 106,7 (4,20)                                                              | 118,6 (4,67)                                                              | 122,2 (4,81)                                                              | 85,3 (3,36)                                                               | 93,2 (3,67)                                                               | 100,3 (3,95)                                                              | 133,9 (5,27)                                                              | 99,1 (3,90)                                                               | 113,5 (4,47)                                                              | 86,6 (3,41)                                                               | 104,1 (4,10)                                                              | 99,1 (3,90)                                                               | 1.262,6 (49,71)                                                           |
| Количина снега, cm (in)                                                   | 3,3 (1,3)                                                                 | 1 (0,4)                                                                   | 2 (0,8)                                                                   | 0 (0)                                                                     | 0 (0)                                                                     | 0 (0)                                                                     | 0 (0)                                                                     | 0 (0)                                                                     | 0 (0)                                                                     | 0 (0)                                                                     | 0 (0)                                                                     | 1 (0,4)                                                                   | 7,4 (2,9)                                                                 |
| Дани са падавинама (≥ 0.01 in)                                            | 10,9                                                                      | 9,8                                                                       | 9,7                                                                       | 8,6                                                                       | 9,3                                                                       | 9,9                                                                       | 11,7                                                                      | 9,7                                                                       | 7,5                                                                       | 6,9                                                                       | 8,8                                                                       | 10,5                                                                      | 113,3                                                                     |
| Дани са снегом (≥ 0.1 in)                                                 | 0,8                                                                       | 0,6                                                                       | 0,3                                                                       | 0                                                                         | 0                                                                         | 0                                                                         | 0                                                                         | 0                                                                         | 0                                                                         | 0                                                                         | 0                                                                         | 0,4                                                                       | 2,1                                                                       |
| Релативна влажност, %                                                     | 67,6                                                                      | 63,4                                                                      | 62,4                                                                      | 61,0                                                                      | 67,2                                                                      | 69,8                                                                      | 74,4                                                                      | 74,8                                                                      | 73,9                                                                      | 68,5                                                                      | 68,1                                                                      | 68,4                                                                      | 68,3                                                                      |
| Сунчани сати — месечни просек                                             | 164,0                                                                     | 171,7                                                                     | 220,5                                                                     | 261,2                                                                     | 288,6                                                                     | 284,8                                                                     | 273,8                                                                     | 258,6                                                                     | 227,5                                                                     | 238,5                                                                     | 185,1                                                                     | 164,0                                                                     | 2.738,3                                                                   |
| Сунчано време — месечни проценти                                          | 52                                                                        | 56                                                                        | 59                                                                        | 67                                                                        | 67                                                                        | 66                                                                        | 63                                                                        | 62                                                                        | 61                                                                        | 68                                                                        | 59                                                                        | 53                                                                        | 62                                                                        |
| Извор: (релативна влажност, тачка росе и сунчаност 1961–1990)             |                                                                           |                                                                           |                                                                           |                                                                           |                                                                           |                                                                           |                                                                           |                                                                           |                                                                           |                                                                           |                                                                           |                                                                           |                                                                           |

| Климатски подаци за Атланту   | Климатски подаци за Атланту | Климатски подаци за Атланту | Климатски подаци за Атланту | Климатски подаци за Атланту | Климатски подаци за Атланту | Климатски подаци за Атланту | Климатски подаци за Атланту | Климатски подаци за Атланту | Климатски подаци за Атланту | Климатски подаци за Атланту | Климатски подаци за Атланту | Климатски подаци за Атланту | Климатски подаци за Атланту |
| Месец                         | Јан                         | Феб                         | Мар                         | Апр                         | Мај                         | Јун                         | Јул                         | Авг                         | Сеп                         | Окт                         | Нов                         | Дец                         | Година                      |
| ----------------------------- | --------------------------- | --------------------------- | --------------------------- | --------------------------- | --------------------------- | --------------------------- | --------------------------- | --------------------------- | --------------------------- | --------------------------- | --------------------------- | --------------------------- | --------------------------- |
| Просечан број дневних сати    | 10.0                        | 11.0                        | 12.0                        | 13.0                        | 14.0                        | 14.0                        | 14.0                        | 13.0                        | 12.0                        | 11.0                        | 10.0                        | 10.0                        | 12.0                        |
| Просечни ултравиолетни индекс | 3                           | 5                           | 6                           | 8                           | 9                           | 10                          | 10                          | 10                          | 8                           | 6                           | 4                           | 3                           | 6.8                         |
| Извор:                        |                             |                             |                             |                             |                             |                             |                             |                             |                             |                             |                             |                             |                             |

## Демографија
Према попису становништва из 2010. у граду је живело 420.003 становника, што је 3.529 (0,8%) становника више него 2000. године.
|                   | 2010.            | 2000.            |
| Укупно            | 416 474 (100,0%) | 420 003 (100,0%) |
| Афроамериканци    | 255 689 (61,39%) | 226 894 (54,02%) |
| Белци             | 130 222 (31,27%) | 152 377 (36,28%) |
| Хиспаноамериканци | 18 720 (4,495%)  | 21 815 (5,194%)  |
| Азијати           | 8 046 (1,932%)   | 13 188 (3,140%)  |
| Остали            | 3 797 (0,912%)   | 5 729 (1,364%)   |

## Међународни аеродром Хартсфилд-Џексон Атланта
Међународни аеродром Хартсфилд-Џексон Атланта, је у 2017. години био аеродром са највећим бројем путника у свету. Број путника који користи авионски превоз преко Атланте износи више од 92 милиона годишње. Атланта је повезана редовним летовима са 150 америчких аеродрома скоро 70 међународних аеродрома. Аеродром запошљава више од 63.000 радника.

## Партнерски градови
- Тајпеј
- Нирнберг
- Салцбург
- Јокнам Илит
- Кумаси
- Брисел
- Montego Bay
- Рио де Жанеиро
- Лагос
- Тулуза
- Њукасл на Тајну
- Порт ов Спејн
- Тбилиси
- Асмара
- Атина
- Букурешт
- Котону
- Пеканбару
- Ранана
- Фукуока
- Олимпија
- Салседо